# Oxalis atacamensis
Oxalis atacamensis är en harsyreväxtart som beskrevs av K. Reiche. Oxalis atacamensis ingår i släktet oxalisar, och familjen harsyreväxter. Inga underarter finns listade i Catalogue of Life.